# أنثى متحولة جنسيا
أنثى متحولة جنسياً أو أنثى عابرة جنسيًا هي امرأة ولدت كذكر. قد تعاني النساء المتحولات من اضطراب الهوية الجندرية؛ تشتمل هذه العملية عادةً على العلاج البديل بالهرمونات وأحيانًا جراحة إعادة تحديد الجنس، والتي يمكن أن تجلب ارتياحًا كبيرًا وحتى تحل مشكلة خلل النشاط الجنسي تمامًا. قد تكون النساء غير المتحولات جنسياً أو ثنائيي الجنس أو مثليين أو غير جنسيين أو متماثلين مع مصطلحات أخرى (مثل أحرار الجنس).
مصطلح " امرأة متحولة جنسيا" ليس دائمًا قابلاً للتبادل مع امرأة متحول جنسيًا، على الرغم من أن المصطلحات غالباً ما تستخدم بالتبادل. المتحول جنسيا هو مصطلح شامل يتضمن أنواع مختلفة من التفاوت الجندري للبشر (بما في ذلك الأشخاص المتحولين جنسيا). تواجه النساء عبر تمييز كبير في العديد من مجالات الحياة ( رهاب المتحولات ، مجموعة فرعية من رهاب التحول الجنسي)، بما في ذلك في مجال التوظيف والحصول على السكن، والعنف والكراهية والجرائم الجنسية، بما في ذلك من الشركاء؛ في الولايات المتحدة، يكون التمييز قاسيًا بشكل خاص تجاه النساء المتحولات جنسيا اللائي ينتمين إلى أقلية عرقية، وغالبًا ما يواجهن تقاطع الإنترفوبيا والعنصرية.

## نظرة عامة

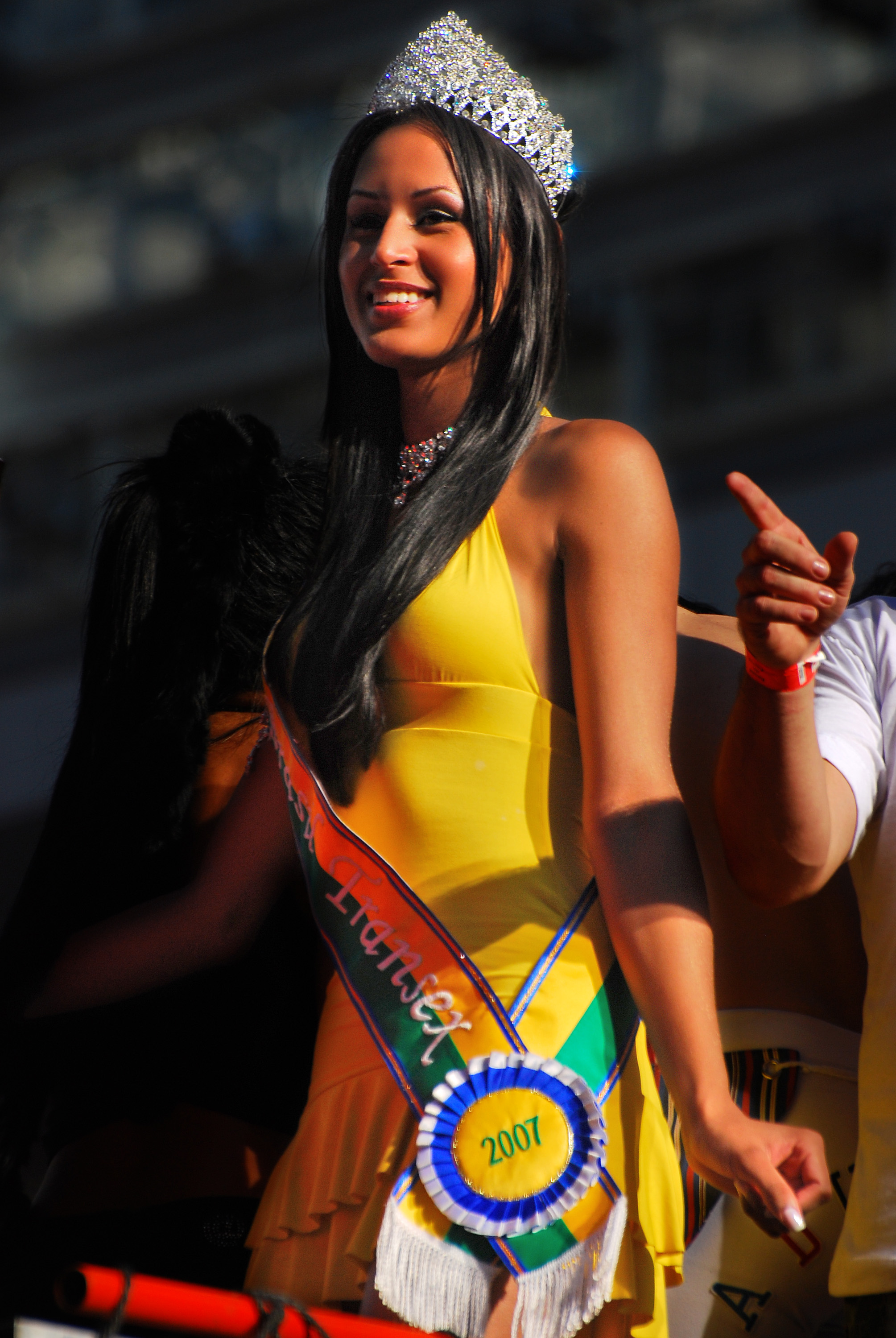
امرأة متحولة في موكب فخر مثلي الجنس في ساو باولو، البرازيل

قد تعاني كل من النساء المتحولات جنسيا والمتحولين جنسيا من خلل في النوع الاجتماعي، وهو ضيق ناتج عن التناقض بين هويتهن الجنسية والجنس الذي ولدن به عند الولادة (والدور الجنساني المرتبط به أو خصائص الجنس الأولية والثانوية).

## تمييز
- 36٪ فقدوا وظائفهم بسبب جنسهم.
- تم التمييز ضد 55 ٪ في التوظيف.
- تم رفض ترقية 29٪.
- 25٪ تم رفض الرعاية الطبية .
- أفاد 60٪ من النساء المتحولات اللائي زارن مشردين بلا مأوى عن حوادث تحرش هناك.
- عند عرض وثائق الهوية غير المتوافقة مع هويتهم / تعبيرهم عن الجنس، تعرض 33٪ منهم للمضايقة وتعرض 3٪ للاعتداء البدني.
- أفاد 20٪ من المضايقات من قبل الشرطة، بينما أبلغ 6٪ عن اعتداء جسدي و3٪ أبلغوا عن اعتداء جنسي على أيدي ضباط. 25٪ عوملو بشكل عام بعدم احترام من قبل ضباط الشرطة.
- من بين النساء المتحولات المسجونات، تعرض 40٪ منهن للمضايقات من قبل النزلاء، و38٪ تعرضن لمضايقات من قبل الموظفين، و21٪ تعرضن للاعتداء البدني، و20٪ تعرضن للاعتداء الجنسي.

## أبرز النساء غير المشهيات

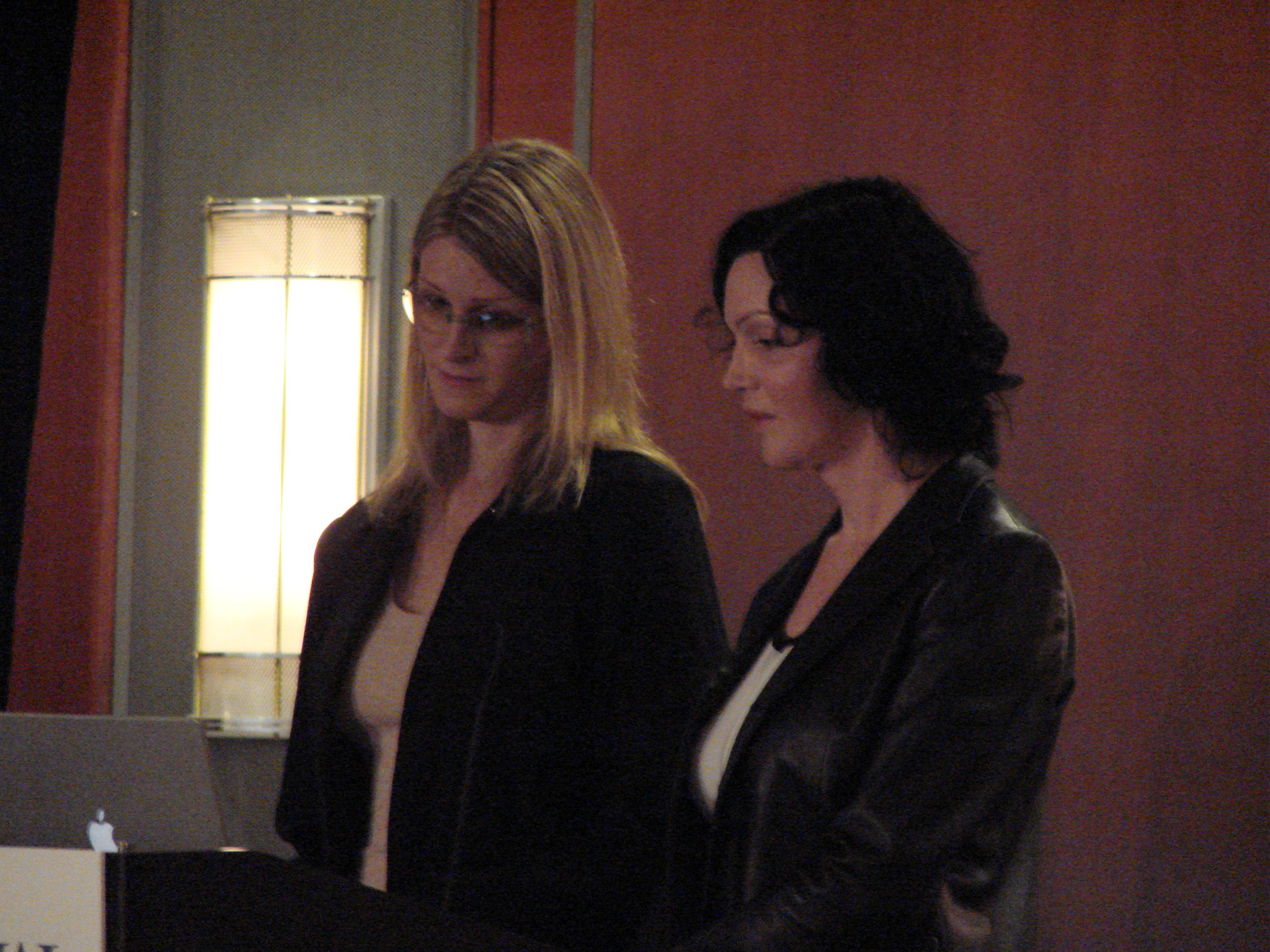
الناشطة الأمريكية المتحولة أندريا جيمس.